# Красносельское шоссе (Пушкин)
Красносе́льское шоссе — улица в городе Пушкине (Пушкинский район Санкт-Петербурга). Проходит от Парковой улицы за Киевское шоссе до границы с Ленинградской областью возле деревни Малое Карлино, где переходит в дорогу до Красного Села, называющуюся Пушкинское шоссе.
Участок от Парковой до Сапёрной улицы с XIX века до 1930-х годов входил в состав Гатчинского шоссе. Тогда, в 1930-х годах, появилось название Красносельское шоссе, поскольку данная магистраль ведёт в город Красное Село.
Красносельское шоссе пересекает реку Кузьминку по безымянному мосту. Возле селения Мыкколово расположен путепровод над Варшавской железнодорожной линией; он находится в ведении ОАО «РЖД», и эта компания безрезультатно пытается передать путепровод в собственность Санкт-Петербурга.
10 сентября 2011 года была открыта развязка на пересечении Красносельского и Киевского шоссе; Красносельское прошло над Киевским по Карлинскому путепроводу.
В будущем пашни севернее Красносельского шоссе возле Мыкколова планируется застроить малоэтажным жильём. Застройщиком выступит ООО «Далта-восток-1».

## Перекрёстки
- Парковая улица
- Фуражный переулок
- Гренадерская улица (не построен)
- Сапёрная улица / Гатчинское шоссе
- Старогатчинское шоссе / Баболовское шоссе
- Соболевская дорога
- Киевское шоссе